# Болдины горы
Болдины горы (укр. Болдині гори) — исторически сложившаяся местность (район) Чернигова, расположена на территории Новозаводского административного района.

## Название
Относительно названия Болдины существует несколько версий:
- Топоним образовался от древнеславянского слова болд, что означает «дуб» (в древности эта местность была покрыта дубовыми рощами и располагалась на расстоянии нескольких километров от города), но ни один словарь не содержит слова болд, которое бы так переводилось.
- По другой версии, наименование происходит от слова Болды, которое в староукраинском языке означает «горы», в молдавском — «верх». Высокий холм на правом берегу Десны наши предки выбрали как место для некрополя.
- Существует также теория, согласно которой название является тюркизмом и образовалось от балда/балта, что означает «топор».

## Описание и история
Болдины горы, расположенные на правом берегу реки Десны в Чернигове между улицами Толстого и Ильинской, состоят из холмов высотой 20—35 м, развёрнутых дугой на юг от поймы реки Стрижень. Южный склон крутой и расчленён оврагами. Эта местность заселена с древних времён, здесь сохранилось множество исторических, археологических и архитектурных памятников национального и местного значения.
Тут размещается курганный комплекс памятник археологии национального значения «Болдины горы» — один из крупнейших некрополей IX—XI веков, он состоит из 6 курганных групп, которые определяли заселённую территорию города. Комплекс связан с поселением на Подоле. Исследовался в 1872 и 1908 годах Д. Я. Самоквасовым, в 1965 году — С. С. Ширинским. Насчитывает около 230 курганов, крупнейшие из них — Гульбище и Безымянный — имеют статус памятников археологии национального значения. 
На протяжении XI—XVII веков на склонах Болдиных гор были созданы уникальные архитектурные комплексы Елецкого Успенского монастыря и Антониевых пещер, которые стали первоосновой Троицко-Ильинского монастыря, занимающего восточную часть горы. На южном склоне, со стороны Ильинской улицы, расположен комплекс сооружений Ильинской церкви, в том числе Антониевы пещеры.
Западная часть холма занята парком-памятником садово-паркового искусства Болдина гора площадью 6 га. Рядом с монастырём в парке расположено кладбище, где похоронены М. М. Коцюбинский (и его жена Вера Устиновна, мама Гликерия Максимовна, сестра Лидия Михайловна), а также украинский фольклорист, этнограф, композитор А. В. Маркович.
У западного подножья (со стороны Лесковицкой улицы) и на вершине расположен Мемориал Славы, открытый 8 мая 1986 года.